# Philodendron marahuacae
Philodendron marahuacae är en kallaväxtart som beskrevs av George Sydney Bunting. Philodendron marahuacae ingår i släktet Philodendron och familjen kallaväxter. Inga underarter finns listade.